# Magnus Nilsson (kock)

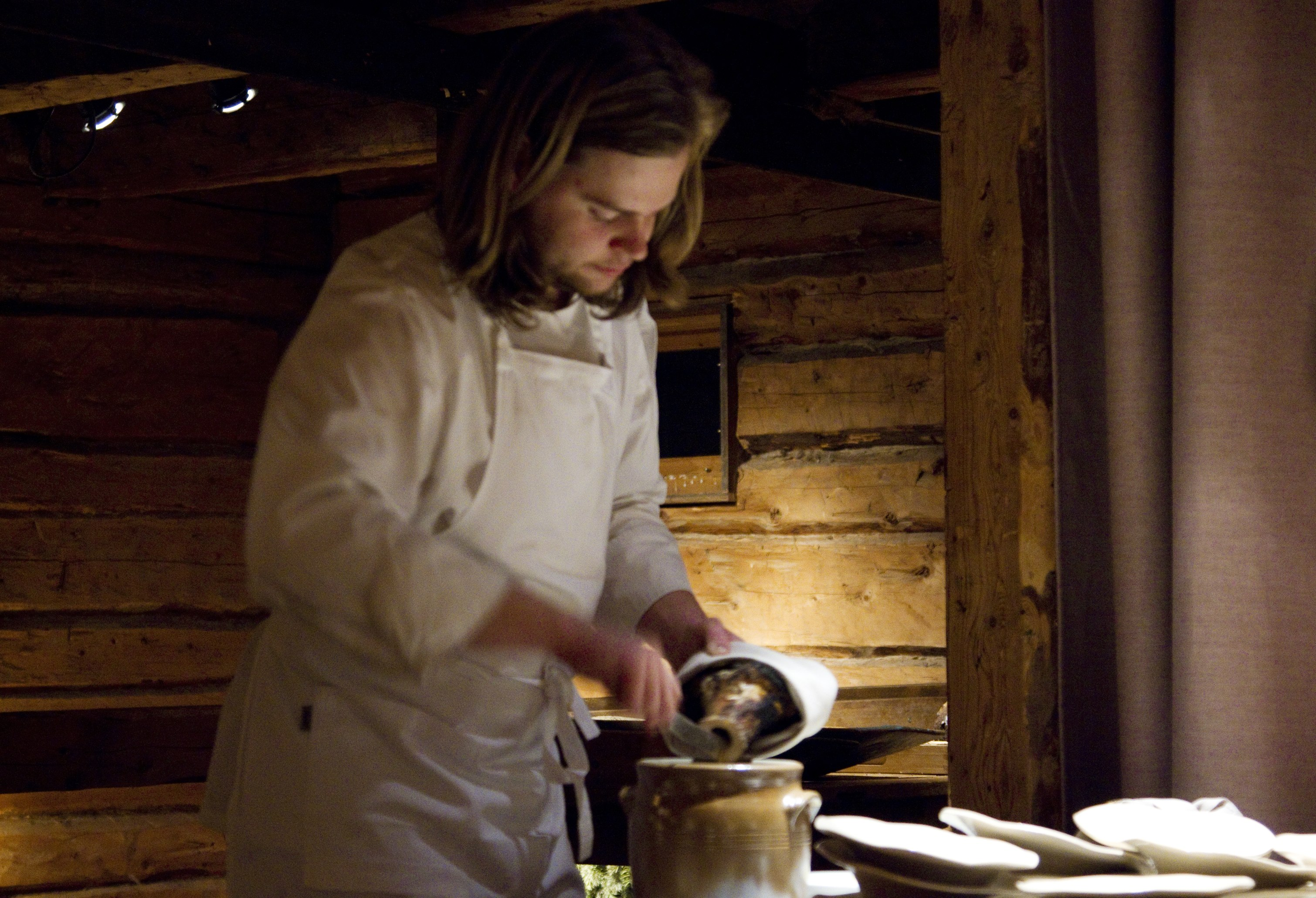
Magnus Nilsson i Fäviken 2010.

Per Erik Magnus Nilsson, född 28 november 1983 i Selånger i Medelpad, är en svensk kock.

## Biografi
Magnus Nilsson växte upp på Frösön, och gick sedan gymnasiet på Hotell- och restaurangskolan i Åre. Han åkte därefter som 19-åring till Paris, och fick så småningom en praktikplats på den kända restaurangen L'Astrance.
Han arbetade på den jämtländska restaurangen Fäviken Magasinet, som han drev tillsammans med Patrik Brummer och Ann-Charlotte Englén Brummer sedan 2008. Magnus meddelade att han kommer att avsluta sitt arbete på Fäviken Magasinet efter 14 december 2019.
Den 10 augusti 2015 var han värd för Sommar i P1 i Sveriges Radio, och i augusti 2016 intervjuades han i podcasten Värvet.
I december 2015 öppnade Nilsson en pop-up restaurang i Stockholm i samband med evenemanget Smaka på Stockholm, där snabbmat i form av korv serverades.